# Benzilpenicillina
La  benzilpenicillina detta anche penicillina G rientra fra le penicilline, è un potente antibiotico.
Sono conosciute resistenze causate dall'espressione di beta lattamasi da parte dei batteri.

## Farmacocinetica
La somministrazione avviene per via intramuscolare ed endovenosa solo in caso di infezioni gravi; il picco ematico avviene 30 minuti dopo la somministrazione intramuscolare e il legame sierico è del 50%. L'eliminazione avviene per l’80-90% per via renale, piccole tracce sono riscontrate nelle feci e nel latte mentre nel liquor la benzilpenicillina è in dosi superflue ma aumenta in caso di meningi infiammate. Non è dializzabile.

## Indicazioni
Viene utilizzato contro le infezioni streptococciche, gonococciche e meningococciche. Viene inoltre utilizzato in caso di antrace e rappresenta la prima linea per il trattamento della sifilide.
Può essere utilizzato in caso di infezioni da batteri gram+ e più raramente gram- non produttori di β-lattamasi, come clostridium (+), listeria monocytogenes (+), Corynebacterium diphtheriae (+), spirochetae e actynomyces (+).

## Dosaggi
In iniezione endovenosa lenta o intramuscolare
- Infezioni: Adulti, 2,4-4,8 g al giorno divise in più dosi, Bambini 100 mg/kg dose

In iniezione endovenosa lenta - infusione
- Antrace: Adulti 2,4 g al giorno, Bambini, 150 mg/kg

## Controindicazioni
Da evitare in caso di ipersensibilità nota al farmaco. L'uso prolungato può portare alla formazione di microrganismi resistenti al farmaco.

## Effetti indesiderati
Fra gli effetti collaterali più frequenti si riscontrano febbre, angioedema, orticaria, cefalea, dolore articolare. Possono presentarsi rari casi di shock anafilattico, reazioni di ipersensibilità, malattia da siero, eruzioni cutanee o eosinofilia. Dosi molto elevate possono causare problemi neurologici come convulsioni o coma, problemi nel quadro ematologico come anemie emolitiche, trombocitopenia o agranulocitosi. 
Possibili disturbi della flora intestinale.